# Lista de bairros de Várzea Grande (Mato Grosso)
Esta é uma lista de bairros da cidade de Várzea Grande (Mato Grosso). Conhecida como cidade industrial forma uma conurbação com a capital Cuiabá, sendo as duas cidades separadas apenas pelo rio que empresta o seu nome à capital mato-grossense, o Rio Cuiabá.
1. 7 De Maio
2. 24 De Dezembro
3. Água Limpa
4. Água Vermelha
5. Alameda
6. Alto da Boa Vista
7. Asa Bela
8. Bonsucesso (Distrito)
9. Centro
10. Centro Norte
11. Centro Sul
12. Carrapicho
13. Cabo Michel
14. Capão do Pequi
15. Capão Grande
16. Capela do Piçarrão
17. Cidade de Deus
18. Cohab Asa Branca
19. Cohab Canelas
20. Cohab Cristo Rei
21. Cohab Dom Orlando Chaves
22. Cohab Jaime Campos
23. Cohab João Baracat
24. Cohab Jardim Primavera
25. Canelas
26. Colinas Verdejantes
27. Construmat
28. Costa Verde
29. Dom Diego
30. Distrito Industrial
31. Domingos Sávio
32. Engordador (Distrito)
33. Figueirinha
34. Frutal de Minas
35. Glória
36. Hélio Ponce
37. Industrial I
38. Industrial II
39. Industrial III
40. Industrial IV
41. Jardim Alá
42. Jardim América
43. Jardim Buenos Aires
44. Jardim Cerrado
45. Jardim Costa Verde
46. Jardim Campos Verdes
47. Jardim das Oliveiras
48. Jardim dos Estados
49. Jardim ElDourado
50. Jardim Esmeralda
51. Jardim Glória I
52. Jardim Glória II
53. Jardim Imperador
54. Jardim Icaraí
55. Jardim Imperial
56. Jardim Itororó
57. Jardim Ipanema
58. Jardim Manaíra
59. Jardim Kataguás
60. Jardim Manancial
61. Jardim Marajoara
62. Jardim Marajoara II
63. Jardim Mariana
64. Jardim Novo Horizonte
65. Jardim Novo Mundo
66. Jardim Ouro Verde
67. Jardim Panorama
68. Jardim Paula I
69. Jardim Paula II
70. Jardim Potiguar
71. Jardim União
72. Jardim Rodrigues
73. Jardim Vista Alegre
74. Jardim Vitória Régia
75. Jeani
76. Lagoa do Jacaré
77. Limpo Grande ( Distrito )
78. Loteamento Joaquim Curvo
79. Loteamento Parque do Jatobá
80. Marajoara
81. Mapim
82. Maringá I
83. Maringá II
84. Maringá III
85. Monte Castelo
86. Nair Sacre
87. Nova Esperança
88. Nova Fronteira
89. Novo Mato Grosso
90. Nova Várzea Grande
91. Novo Mundo
92. Nossa Senhora da Guia
93. Ouro Branco
94. Ouro Verde
95. Pai André (Distrito)
96. Pampulha
97. Panamericano
98. Parque Del Rei
99. Parque Atlântico
100. Parque do Lago
101. Parque Mangabeiras
102. Parque Sabiá
103. Parque São João
104. Parque Cabo Michel
105. Paiaguás
106. Pirinéu
107. Planalto Ipiranga
108. Planalto Beira Rio
109. Ponte Nova
110. Portal da Amazônia
111. Praia Grande (Distrito)
112. Princesa do Sol
113. Residencial Jacarandá
114. Residencial Santa Clara
115. Residencial São Francisco
116. Santa Izabel
117. São Benedito
118. Santa Luzia
119. Santa Maria I
120. Santa Maria II
121. São Marcos
122. São Mateus
123. São Mateus II
124. São Simão
125. Serra Dourada
126. Souza Lima (Distrito)
127. Treze de Setembro
128. Terra Nova
129. Unipark.
130. Vila Artur
131. Vila Operária
132. Vila São João
133. Vinte e três de Setembro
134. Vitória Régia
135. Vila Ipase